# Dalea dipsacea
Dalea dipsacea är en ärtväxtart som beskrevs av Rupert Charles Barneby. Dalea dipsacea ingår i släktet Dalea, och familjen ärtväxter. Inga underarter finns listade i Catalogue of Life.